# Медвежья берлога (бункер)
Медвежья берлога или Беренхёле (нем. Bärenhöhle), полное название Штаб-квартира фюрера «Медвежья берлога» (нем. Führerhauptquartier Bärenhöhle) — немецкий бункер, построенный организацией Тодта под Смоленском во время Второй мировой войны. Строительство велось с октября 1941 по август 1942 года: планировалось, что бункер будет использоваться как полевая квартира Гитлера и его рабочий штаб. Он должен был состоять из 42 специальных помещений и жилых блоков.

## Описание
Бункер представляет собой сооружение с надстройкой площадью 43 м²; на строительство было израсходовано 900 м³ бетона. Он сохранился до настоящего времени, однако подземные размеры бункера не изучены и по сей день. Располагается в лесной местности в километре от посёлка Гнёздово по дороге из Смоленска в Катынь. В бункере использовались водопровод и канализационная система. Было несколько укрытий для офицеров. В строительстве было задействовано 2400 сотрудников организации Тодта и 950 русских гражданских рабочих. Рядом с бункером находятся остатки специально построенной железной дороги, по которой должен был ходить спецпоезд. Несмотря на название, бункер никогда не использовался Гитлером в качестве собственного убежища: необходимость в ставке у фюрера к тому моменту отпала, и он использовался штабом группы армий «Центр».
25 сентября 1943 года штаб покинул бункер в связи с отступлением немецких войск на линию Пантера — Вотан. Активное исследование бункера велось в 2003 году Комиссией по исследованию немецких фортификационных построек в посёлках Красный Бор и Гнёздово, которой помогал Федеральный военный архив Германии, выславший ряд документов о строительстве бункера. В том же году бункер был закрыт для посещения посторонними лицами.